# 南真由
南真由（日语：／ Minami Mayu，1993年9月13日—）是日本的女性聲優，演劇集團 圓所屬。神奈川縣出身。

## 來歷
聲優養成所「Studio Cambria」在職期間首次在電視動畫《鋼彈創鬥者TRY》中出演學生角色。
《放學後Girls Tribe》的聲演投票中獲勝，獲得清涼院撫子演出機會。
2016年，進入圓演劇研究所。2017年2月，升格為演劇集團圓的正式成員。
2017年，在遊戲《女神聯盟》的角色吉娜的配音試鑑中獲得大獎。

## 出演作品
粗體為主要角色。

### 電視動畫
2014年
- 鋼彈創鬥者TRY（學生）

2016年
- 牙狼 -紅蓮之月-（魯德拉）

2017年
- 我的英雄學院 第2期（女高中生）

2018年
- Angolmois 元寇合戰記（迅三郎的女兒、刀伊袚的女兒）

2020年
- 達爾文遊戲（路人C）
- 美妙射擊部（小澤優花）
- 怕痛的我，把防禦力點滿就對了（女兒NPC、女神）
- 科學超電磁砲T（食蜂派閥）
- 籃球少年王（女觀眾、女學生、幼年的鷹山）
- （女子(2)）
- LISTENERS 聆聽者（小孩D、議會部隊）
- A3!（路人）
- 魔法水果籃 2nd season（男孩子）
- 噴嚏大魔王2020（年輕女性）

2021年
- 2.43 清陰高中男子排球社（幼年黑羽）
- 堀與宮村（女高中生）
- Re:從零開始的異世界生活 2nd season（加菲爾幼年時代）
- 暮蟬悲鳴時 業（學生）
- 無職轉生～到了異世界就拿出真本事～（淑女）
- 魔法水果籃 Final season（草摩紅野〈幼年〉）
- CESTVS -羅馬拳鬥士-（觀眾）
- 卡片戰鬥!! 先導者 overDress（女子）
- 不要欺負我，長瀞同學（播音員）
- Vivy -Fluorite Eye's Song-（男孩子2）
- 境界戰機（大洋洲軍操作員）
- 陰陽眼見子（蛋糕店店員）

2022年
- 現實主義勇者的王國重建記（母親）
- 女忍者椿的心事（款冬[5]）
- 打工吧！！魔王大人（健太郎君）
- 異世界歸來的舅舅（學生）
- 在地下城尋求邂逅是否搞錯了什麼IV 新章 迷宮篇（菈娜）
- 卡片戰鬥!! 先導者 will+Dress（禮哉〈幼年〉）
- 呆萌酷男孩（店員、蒼真〈小孩〉）
- 後宮之烏（俞依薩）
- 戀愛Flops（朝〈幼年〉）
- 忍之一時（接待小姐2）
- 我想成為影之強者！（希）

2023年
- 卡片戰鬥!! 先導者 will+Dress Season2（禮哉〈幼年〉）
- 絆之Allele（帕尼提）
- 和山田談場Lv999的戀愛（店員）
- 獻祭公主與獸王（鬣狗族的小孩）
- 奇異賢伴 黑色天使（德克）
- AI電子基因（同班同學D）
- 妖幻三重奏（女學生）
- 我想成為影之強者！ 2nd season（希）

2024年
- 反派千金等級99～我是隱藏頭目但不是魔王～（シルク）
- 我獨自升級（ハンター）
- 婚戒物語（貓人）
- 非自願的不死冒險者（小孩）
- 偶像大師 閃耀色彩（小孩[6]）
- WIND BREAKER—防風少年—
- 異世界自殺突擊隊（少年）
- ATRI -My Dear Moments-（融）
- 關於我轉生變成史萊姆這檔事 第3期（艾德卡）
- 異世界失格（內特）

### 動畫電影
2018年
- 莉茲與青鳥（吹奏樂部員）

2019年
- 劇場版 吹响吧！上低音号～誓言的终章～（吹奏樂部員）

2020年
- 劇場版 Fate/Grand Order -神聖圓桌領域卡美洛- 前編 Wandering; Agateram（拉什德）

2021年
- 劇場版 Fate/Grand Order -神聖圓桌領域卡美洛- 後編 Paladin; Agateram（拉什德）

### 網路動畫
2019年
- 鋼彈創鬥者 潛網大戰Re:RISE（帕維茲）

2020年
- 鋼彈創鬥者 潛網大戰Re:RISE 2nd Season（帕維茲）
- 鋼彈創鬥者 潛網大戰風雲錄（2020年）

### 數位漫畫
2015年
- 刃牙（松本梢江）
- 蝙蝠殺手（屠櫻雛子）

2021年
- 請問您今天要來點兔子嗎？10周年紀念有聲漫畫（同級生[7]）

### 遊戲
2016年
- 放學後Girls Tribe（清涼院撫子）

2017年
- 女神聯盟II（吉娜）

2018年
- 為了誰的鍊金術師（瑪麗）

2019年
- 魔物獵人 世界（酒場的調査資源管理人員、多趣味的4期）

2020年
- 電馭叛客2077（李奇·薇姿）

2022年
- 機動戰士鋼彈ARSENAL BASE（帕維茲）
- 偶像大師 SideM 成長之星（若里春名〈幼年〉[8]）

## 外部連結
- （页面存档备份，存于）
- 南真由的X（前Twitter）
- （页面存档备份，存于）
- 南真由 - Oricon
- 南真由 - TMDb